# Venice Underground
Venice Underground är en amerikansk thrillerfilm från 2005, regisserad av Eric DelaBarre, manus av Eric DelaBarre.

## Handling
En grupp poliser har ett spaningsuppdrag på Venice Beach Boardwalk, de letar efter knarkarligor. När en medlem i gruppen blir mördad så har de 48 timmar på sig att lösa fallet, annars blir de avstängda.

## Rollista (i urval)
- Eric Mabius - Danny
- Edward Furlong - Gary
- Jodi Lyn O'Keefe - Tyler
- Francis Capra - T-Bone